# 각설이 품바 타령
"각설이 품바 타령"은 1984년에 개봉한 대한민국의 영화이다.

## 캐스팅
- 심형래
- 김현주
- 주호성
- 안병경
- 김동수
- 배동진
- 박종설
- 장인한
- 최호창
- 남상백
- 장혁
- 이해룡
- 박동룡
- 이백
- 김용학
- 박달
- 조학자
- 김신명
- 양춘
- 이경아
- 유명순
- 최신영
- 유일문
- 박용호
- 조용수
- 길달호
- 박윤근
- 김상욱
- 박용팔
- 유하식
- 박송모